# モスクワ・ミュージック・ピース・フェスティバル
モスクワ・ミュージック・ピース・フェスティバル (Moscow Music Peace Festival)は、1989年8月12日、13日に、ソビエト連邦（現ロシア連邦）のモスクワで開かれたロック・フェスティバル。ソ連における麻薬撲滅運動と世界平和のアピールを目的に行われた。
当時のソ連では共産主義体制が崩壊し、民主主義運動が高まる転換期であった（ソ連はこの後の1991年に崩壊している）。そんな中、国内では海賊版でしか聞くことのできなかった、ヘヴィメタルやハードロックといった西側文化やロック音楽を公演したことは、当時のソビエト連邦では歴史的、画期的な出来事であり、また当時の人気バンドが一度に会するという面でも、世界的に大きな話題となった。

## 背景
もともとこのコンサートは、前年（1988年）に麻薬密売にかかわったとされた、有名な音楽プロデューサー ドグ・マギーの慈善活動の一環であった（実際に彼は同年4月に逮捕され、裁判で1万5千ドルの罰金、5年間の執行猶予、長期の社会奉仕が言い渡された）。そこで彼がプロデュースしたボン・ジョヴィを中心に、他にも多くのバンドが協力するという形で、麻薬撲滅の基金となるコンサートが開かれることが決定した。出演者は無報酬での参加となった。マネージメントにはドグに加え、当時のソ連のトップ・バンド スタス・ナミンも参加した。コンサートのために大規模なプロジェクト・チームが結成され、公演の1年以上前から準備が始まった。
コンサートには、メインアクトにボン・ジョヴィ、他にオジー・オズボーン、スコーピオンズ、モトリー・クルー、スキッド・ロウ、シンデレラ、地元ソ連のゴーリキー・パークといった、当時人気全盛期であったグラム・メタルバンドが参加した。当時スキッド・ロウはデビュー間もなく、オジー・オズボーン・バンドは新任ギタリストとしてザック・ワイルドが加入したばかりであった。また、ゴーリキー・パークはコンサート前には、ソ連当局から活動を規制される対象でもあったが、当時ドグと契約を結んでいた。スコーピオンズは前年の単独モスクワ公演から、2度目のソ連公演となった。
公演はペイ・パー・ビュー方式でMTVによってアメリカや日本をはじめ、世界中で衛星放送された。

## コンサート

### 開催地
コンサートは、モスクワのレニングラード・スタジアム（現称：ルジニキ・スタジアム）を中心に開催された。このスタジアムは1980年のモスクワオリンピックのメイン会場にもなったソビエト連邦最大のスポーツ施設であり、約10万人を動員できるが実際にコンサートに集まったのは12万人以上だったといわれている。これは当時国内で海賊版でしか聞くことのできなかったロックのフェスティバルとしては、驚異的な人数であった。
このコンサートでレニングラード・スタジアムは、観客が立ち上がることのできるソ連で最初のコンサート会場となった（それ以前は観客は座っていなければならなかった）。
ソ連政府はこの日のために天候を晴れにするロケットを打ち上げた。

### 出演アーティスト
- シンデレラ： トム・キーファー（英語版）、フレッド・コウリー（英語版）、ジェフ・ラバー、エリック・ブリッティンガム（英語版）
- ゴーリキー・パーク（英語版）： アレクシエ・ベイロフ、ニコライ・ノスコフ、サーシャ・ミンコフ、ヤン・イアネンコフ、サーシャ・ルホフ
- スコーピオンズ： クラウス・マイネ、マティアス・ヤプス（英語版）、フランシス・ブーフホルツ（英語版）、ハーマン・ラレベル（英語版）、ルドルフ・シェンカー
- スキッド・ロウ： セバスチャン・バック、デイヴ・セイボ、ロブ・アフューソ（英語版）、レイチェル・ボラン（英語版）、スコッティ・ヒル（英語版）
- モトリー・クルー： ヴィンス・ニール、ニッキー・シックス、ミック・マーズ、トミー・リー
- オジー・オズボーン： オジー・オズボーン、ザック・ワイルド、ランディ・カスティロ（英語版）、ギーザー・バトラー、ジョン・シンクレア（英語版）
- ボン・ジョヴィ： ジョン・ボン・ジョヴィ、リッチー・サンボラ、デヴィッド・ブライアン、ティコ・トーレス、アレック・ジョン・サッチ
- スペシャル・ゲスト(公演の最後に出演)： ジェイソン・ボーナム

### 公演
ライヴでは、ジョン・ボン・ジョヴィがソ連軍の軍服を着用して客席後方から現れる、という演出なども見られた。公演冒頭には前座であるゴーリキー・パークがプレイした。公演の最後にはヴィンス・ニールとセバスチャン・バックのヴォーカルとジェイソン・ボーナムのドラムによるレッド・ツェッペリンの楽曲『ロックン・ロール』をプレイするというコラボレーションもあった。
モトリー・クルーは同年、スタジオアルバム『ドクター・フィールグッド』の全米アルバムチャート1位に輝いたことでも知られるが、コンサートはこのアルバムのリリース前であったため、ライヴでの演奏曲は『ガールズ、ガールズ、ガールズ』（1987年）以前のものが中心となった。
これらの公演はテレビで放映され、後に著名なビデオ・ディレクターであるウェイン・アイシャムの編集でビデオ化された。このビデオには公演はもちろん、メンバーのモスクワ市民とのやり取りや、モスクワ市民へのインタビューも収録されている。現在ではDVDにもなっており、インターネット上からの入手可能となっている。
前述の通り、既に前年ソ連での公演経験があったスコーピオンズは、前年1988年とこのコンサートが開催された翌年1989年で、1年間でソ連の明らかな政治的変化を感じた、と語っている。この経験に払拭され『ウィンド・オブ・チェンジ』を作曲（BURRN! 2010年4月号）。この曲は1990年にリリースした『クレイジー・ワールド』に収録、シングルカットされ、スコーピオンズの代表曲となった。スコーピオンズはこれらのコンサートを機にソ連で多大な人気を集め、現在ではロシアの親善大使となっている（後に彼らはクレムリンでミハイル・ゴルバチョフのための演奏に招かれた）。

## ヘッドライナーなどをめぐる問題
このコンサートでは、ヘッドライナーをめぐってバンド間で問題が発生した。コンサートにおけるヘッドライナーは当初、既に前年ソ連で公演し国内で人気を博していたスコーピオンズか、ヘヴィメタルの元祖ともいわれるオジー・オズボーンと思われていた。しかし実際のヘッドライナーは、当時世界的に人気が高かったボン・ジョヴィが務めることが決定する。
ボン・ジョヴィがヘッドライナーを務めることに、当時からボン・ジョヴィと不仲が伝えられていたモトリー・クルーは激怒。コンサート中にボン・ジョヴィとモトリー・クルー、ドク・マギーをめぐるトラブルが盛んにうわさされた。公演直前にはオジー・オズボーンが公演を中止するという脅しまで出たが、結局ボン・ジョヴィがヘッドライナーを務めることで落着した。
コンサート後、モトリー・クルーはドクとの決別を宣言し帰国した。

## アルバム
付随したチャリティー企画で、アンチ・ドラッグ／アルコール・キャンペーンのオムニバス・アルバム『Stairway to Heaven/Highway to Hell』が、1989年11月にマーキュリー・レコードから発売された。コンサートの出演者がそれぞれ、ザ・フーやセックス・ピストルズ、ジミー・ヘンドリックス、シン・リジィ、ジャニス・ジョップリン、トミー・ボーリン、レッド・ツェッペリンのカヴァーを収録している。また、3曲のジャムが収録されている。

## その他
次の大規模な西側ロックバンドのロシア（旧ソビエト連邦）公演は1991年であった。ソビエト連邦の崩壊直後のロシアにおいて、モンスターズ・オブ・ロックの一環としてコンサートが開催された。出演者はAC/DC、メタリカ、パンテラ、ブラック・クロウズ、ロシアのESTで、開催地はモスクワ郊外のツシノ空軍基地だった。このコンサートは入場無料だったが、観客数は50万人から100万人（正確なカウントができなかったため、予想数には大きな開きがある）と、史上最大のライヴ、となった。こちらのコンサートの模様も編集されビデオとなっているが、DVD化はされておらず、現在では入手が困難になってきている。